# Гоаб
Гоаб — село в Чародинском районе Дагестана, в 23 км к юго-западу от с. Цуриб. Входит в Сельсовет Гилибский.

## Географическое положение
Село расположено на р. Хухухор (бассейн р. Тлейсерух).

## История
В 1944-57 село переселено в с. Ганьончу Ритлябского р-на ЧИ-АССР.

## Население
| 1888 | 1895 | 1926 | 1939 | 1970 | 1989 | 2002 |
| ---- | ---- | ---- | ---- | ---- | ---- | ---- |
| 274  | ↘269 | ↗332 | ↘276 | ↘230 | ↘222 | ↘203 |
| 2010 | 2021 |      |      |      |      |      |
| ↗233 | ↗242 |      |      |      |      |      |